# Marcelo Margni
Marcelo Julián Margni (ur. 12 września 1971 w Avellanedzie) – argentyński duchowny katolicki, biskup Avellanedy-Lanús od 2021.

## Życiorys
Święcenia kapłańskie przyjął 24 grudnia 1999 i został inkardynowany do diecezji Quilmes. Pracował przede wszystkim jako duszpasterz parafialny, był też m.in. dyrektorem instytutu katechetycznego, wikariuszem biskupim ds. ewangelizacji oraz rektorem diecezjalnego seminarium duchownego.
5 grudnia 2017 papież Franciszek mianował go biskupem pomocniczym diecezji Quilmes oraz biskupem tytularnym Stephaniacum. Sakry udzielił mu 16 marca 2018 biskup Carlos José Tissera.
7 sierpnia 2021 został mianowany biskupem ordynariuszem diecezji Avellaneda-Lanús.
Ingres do katedry diecezjalnej odbył 24 września 2021.